# Chiesa dei Santi Martino e Sebastiano degli Svizzeri
La chiesa dei Santi Martino e Sebastiano degli Svizzeri è un luogo di culto cattolico situato ai margini della Città del Vaticano, in largo San Martino, non lontano dal colonnato di piazza San Pietro, dal quale viene separato dal Ricciolo d'Italia, presso il quartiere della Guardia Svizzera Pontificia.

## Storia
Nel 1568, papa Pio V decise di costruire, a ridosso delle mura leonine, all'estremità settentrionale della piazza antistante l'antica basilica di San Pietro, ancora in demolizione, una chiesa ad uso proprio della Guardia Svizzera Pontificia, al servizio del papa dal 1506.
La chiesa venne costruita su progetto di Nanni di Baccio Bigio e venne dedicata ai santi Martino di Tours e Sebastiano martire, patroni della Guardia Svizzera Pontificia.
La chiesa, all'interno, venne completamente affrescata da Giulio Mazzoni, allievo del Vasari, i cui affreschi vennero rinnovati tra il 1727 e il 1728 da Carlo Roncelli e, nel 1967, staccati e portati nei Musei Vaticani.
Nel 1999, la chiesa è stata ampliata e il suo orientamento cambiato facendo diventare la facciata originaria il fianco destro della chiesa. Inoltre, sono stati creati anche la cantoria e il nuovo presbiterio.

## Descrizione

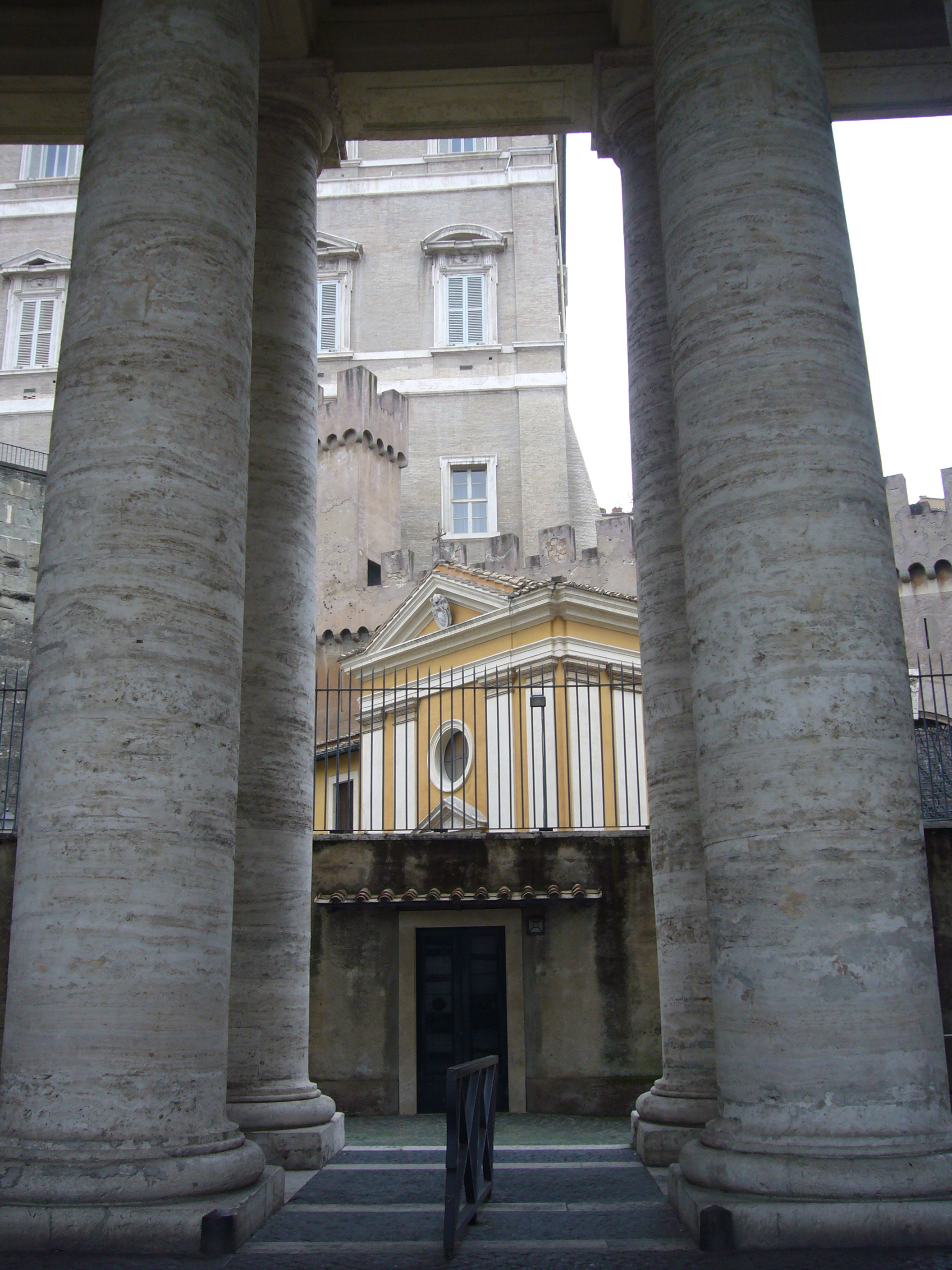
La chiesa vista attraverso il colonnato berniniano

### Architettura
La piccola chiesa dei Santi Martino e Sebastiano sorge a ridosso delle mura leonine, alla sinistra della porta San Pellegrino.
All'esterno, presenta una facciata a capanna di gusto barocco; essa presenta, al centro, il portale bronzeo con timpano triangolare, sormontato dal rosone circolare. La facciata termina in alto con il frontone triangolare, poggiante sul cornicione che è idealmente sorretto da due coppie di lesene tuscaniche. Al centro del frontone, vi è lo stemma di Pio V. Sul fianco destro, che riprende la decorazione con cornicione e lesene, vi è il caratteristico campaniletto a vela.
L'interno della chiesa, completamente rinnovato nei restauri degli anni novanta del Novecento, ha orientamento perpendicolare rispetto a quello esterno, costituendo di fatto la facciata il fianco destro. La navata unica, coperta con volta a padiglione, presenta, a ridosso della parete fondale, un gruppo scultoreo in bronzo, costituito dal crocifisso, dal tabernacolo e da due angeli. L'altare, molto semplice, è in marmo di Carrara. Al di sopra dell'ingresso, vi è la cantoria, con elaborata balaustra bronzea.

### Organo a canne
Alla sinistra del presbiterio, entro l'antica abside, si trova l'organo a canne della chiesa, costruita dalla ditta organaria svizzera Mathis Orgelbau nel 1999. Lo strumento, a sistema di trasmissione integralmente meccanica, ha due tastiere di 56 note ciascuna e una pedaliera concava di 30.